# التنمور
التنمور (به آلمانی: Altenmoor) یک شهر در آلمان است که در شلسویگ-هولشتاین واقع شده‌است.

## خصوصیات
التنمور ۶٫۱۲ کیلومترمربع مساحت دارد ۰ متر بالاتر از سطح دریا واقع شده‌است.